# Fyrk
Fyrk – drobna moneta szwedzka bita od pierwszej połowy XV wieku.
Fyrk pojawił się za panowania Eryka pomorskiego (1412–1439). Jako moneta wartości 4 fenigów był szwedzkim czworakiem. Po jego wprowadzeniu szwedzki system monetarny wyglądał następująco:
| moneta | Öre | Örtug | Fyrk | Fenig |
| ------ | --- | ----- | ---- | ----- |
| Marka  | 8   | 24    | 48   | 192   |
| Öre    |     | 3     | 6    | 24    |
| Örtug  |     |       | 2    | 8     |
| Fyrk   |     |       |      | 4     |

Po wprowadzeniu talara i reformach Gustawa I fyrk wciąż był równy 1/2 örtuga, jednak odtąd przypadało na niego 6 fenigów. Nowy system walutowy Szwecji z 1560 roku prezentował się następująco:
| moneta | Marka | Öre | Örtug | Fyrk | Fenig |
| ------ | ----- | --- | ----- | ---- | ----- |
| Talar  | 4     | 32  | 64    | 128  | 768   |
| Marka  |       | 8   | 16    | 32   | 192   |
| Öre    |       |     | 2     | 4    | 24    |
| Örtug  |       |     |       | 2    | 12    |
| Fyrk   |       |     |       |      | 6     |